# ظهرة الربعي (شرس)

تعديل مصدري - تعديل

ظهرة الربعي هي إحدى قرى عزلة شرس الاعلى بمديرية شرس التابعة لمحافظة حجة، بلغ تعداد سكانها 430 نسمة حسب تعداد اليمن لعام 2004.